# تانگوی کولیبالی
تانگوی کولیبالی (انگلیسی: Tanguy Coulibaly؛ زادهٔ ۱۸ فوریهٔ ۲۰۰۱) بازیکن فوتبال اهل فرانسه است.
از باشگاه‌هایی که در آن بازی کرده‌است می‌توان به باشگاه فوتبال اشتوتگارت اشاره کرد.